# Zmarli w marcu 2021

## Marzec 2021
- 31 marca
  - João Acaiabe – brazylijski aktor[1]
  - Lee Collins – angielski piłkarz[2][3]
  - Kamal al-Dżanzuri – egipski ekonomista, polityk, wicepremier (1985–1996), premier Egiptu (1996–1999, 2011–2012)[4]
  - Anzor Erkomaishvili – gruziński muzyk i kompozytor[5]
  - Józef Grabarek – polski językoznawca, prof. dr hab.[6]
  - Ursula Happe – niemiecka pływaczka, mistrzyni Europy (1956), mistrzyni olimpijska (1956)[7]
  - Ivan Klajn – serbski filolog, językoznawca[8]
  - Robert Koniarz – polski akordeonista i kontrabasista jazzowy, impresario i konsultant muzyczny[9]
  - Ryszard Kopciuch-Maturski – polski muzyk jazzowy, członek zespołu Old Metropolitan Band[10]
  - Mieczysław Lewandowski – polski operator i reżyser filmowy[11][12]
  - Jan Magierski – polski artysta fotograf, działacz opozycji w okresie PRL[13]
  - Izabella Sierakowska – polska polityk, filolog, nauczycielka, posłanka na Sejm X, I, II, III, IV i VI kadencji[14]
  - Teresa Siemieniewska – polska chemiczka[15]
- 30 marca
  - Jean Bourlès – francuski kolarz szosowy[16]
  - Claire de la Fuente – filipińska piosenkarka[17]
  - Giancarlo DiTrapano – włoski pisarz i wydawca, twórca wydawnictwa Tyrant Books[18]
  - Gérard Filipelli – francuski aktor[19]
  - Myra Frances – brytyjska aktorka[20]
  - Władysław Jeżewski – polski aktor[21]
  - Ewa Modrzejewska – polska dziennikarka[22]
  - Alfred Kowalczuk – polski działacz konspiracji niepodległościowej w czasie II wojny światowej i powojennego podziemia antykomunistycznego, kawaler orderów[23].
  - G. Gordon Liddy – amerykański agent FBI, prawnik, showman, aktor[24]
  - Włodzimierz Sobkowiak – polski językoznawca, prof. dr hab.[25]
  - Wojciech Waldowski – polski tenisista stołowy, działacz sportowy, dwukrotny prezes Polskiego Związku Tenisa Stołowego[26]
  - Tadeusz Wiśniowski – polski modelarz i działacz modelarski[27][28]
- 29 marca
  - Michael Bourdeaux – angielski duchowny anglikański, założyciel Keston Institute[29]
  - Constantin Brodzki – belgijski architekt, pochodzenia włosko-polskiego[30]
  - Antonio Caro – kolumbijski artysta konceptualny[31]
  - Zbigniew Duda – polski specjalista w zakresie technologii mięsa, prof. dr hab.[32]
  - Bashkim Fino – albański ekonomista, polityk, premier Albanii (1997)[33]
  - Dobrašin Jelić – czarnogórski pisarz[34]
  - Aleksandar Joksimović – jugosłowiański projektant mody[35]
  - Bibian Mentel – holenderska snowbordzistka, medalistka paraolimpijska[36][37]
  - Park Kyung-ho – południowokoreański piłkarz i trener[38]
  - Robert Opron – francuski projektant samochodów[39]
  - Kasper Pawlikowski – polski rzeźbiarz[40][41]
  - Leszek Ptaszyński – polski reżyser i realizator telewizyjny[42][43][44][45][46]
  - Janusz Śledziński – polski specjalista w zakresie geodezji wyższej i satelitarnej, grawimetrii i astronomii, prof. dr hab.[47]
  - Wawan Wanisar – indonezyjski aktor[48]
  - Tadeusz Załucki – ukraiński działacz mniejszości polskiej na Ukrainie, kawaler orderów[49][50]
- 28 marca
  - Jadwiga Andrzejewska – polska aktorka[51]
  - Wiesław Bochenek – polski nauczyciel i działacz samorządowy, naczelnik Łomianek (1984–1990)[52]
  - Jerzy Bojanowski – polski działacz studencki i popularyzator jazzu[53]
  - Olgierd Buczek – polski piosenkarz[54]
  - Malcolm Cecil – brytyjski gitarzysta jazzowy i producent muzyczny[55]
  - Gianluigi Colalucci – włoski konserwator, znany jako główny konserwator Kaplicy Sykstyńskiej w Watykanie[56][57]
  - Lucjan Czerny – polski aktor i wokalista[58]
  - Joseph Edward Duncan – amerykański seryjny zabójca[59]
  - Juventino Kestering – brazylijski duchowny rzymskokatolicki, biskup Rondonópolis–Guiratinga (1998–2021)[60]
  - Lucjan Meissner – polski germanista i politolog, dr hab.[61][62][63]
  - Vladimir Mladenović – jugosłowiański siatkarz, reprezentant kraju[64]
  - Didier Ratsiraka –  malgaski polityk i wojskowy, prezydent Madagaskaru (1975–1993, 1997–2002)[65]
  - Bobby Schmautz – amerykański hokeista[66][67]
  - Ryszard Zimak – polski dyrygent i pedagog, profesor sztuk muzycznych, rektor Akademii Muzycznej (1999–2005) i Uniwersytetu Muzycznego Fryderyka Chopina (2012–2016)[68]
- 27 marca
  - Lucyna Arska – polska piosenkarka i aktorka[69]
  - Fiodor Bychanow – rosyjski pisarz i dziennikarz[70]
  - Eugeniusz Daszkowski – polski kapitan żeglugi wielkiej, Honorowy Obywatel Wyszkowa[71]
  - Bohdan Gruchman – polski profesor, ekonomista, prawnik, dyplomata i działacz społeczny, rektor Akademii Ekonomicznej w Poznaniu (1989–1996)[72]
  - Zafir Hadžimanow – macedoński pisarz, piosenkarz i kompozytor[73]
  - Petr Kellner – czeski przedsiębiorca i miliarder[74]
  - Aleksiej Kuripko – rosyjski malarz[75]
  - Eugenio Mimica Barassi – chilijski pisarz[76]
  - Boris Mouzenidis – grecki przedsiębiorca, Właściciel i prezes Grupy Mouzenidis[77]
  - Odirlei Pessoni – brazylijski bobsleista, olimpijczyk[78]
  - Rodion Roșca – rumuński muzyk rockowy[79]
- 26 marca
  - Marianna Binek – polska polityk i robotnica, posłanka na Sejm PRL VI kadencji (1972–1976)[80]
  - Želimir Altarac Čičak – bośniacki wokalista rockowy[81]
  - Ratib Awadat – jordański piłkarz i trener, reprezentant kraju[82]
  - Zdzisław Bączkiewicz – polski działacz na rzecz osób niepełnosprawnych, Honorowy Obywatel Miasta Wągrowca[83]
  - Artan Boriçi – albański fizyk, członek Albańskiej Akademii Nauk[84]
  - Cornelia Catangă – rumuńska piosenkarka[85]
  - Jerzy Grodzicki – polski geolog i speolog[86]
  - Orest Kriworuczko – ukraiński malarz[87]
  - Leon Lewandowski – polski skrzypek, muzykant, laureat Nagrody im. Oskara Kolberga[88][89]
  - Paul Polansky – amerykański autor i działacz na rzecz praw Romów[90]
  - Józef Szyler – polski działacz opozycji antykomunistycznej, uczestnik grudnia '70, działacz NSZZ „Solidarność”[91]
  - Dariusz Wasilewski – polski psychiatra, piosenkarz i muzyk[92]
- 25 marca
  - Luran Ahmeti – macedoński aktor, pochodzenia albańskiego[93]
  - Stan Albeck – amerykański koszykarz, trener[94]
  - Beverly Cleary – amerykańska pisarka dla dzieci[95]
  - Stanisław Czarnecki – polski rzeźbiarz ludowy[96][97][98][99]
  - Ivan Jurić – chorwacki pisarz i literaturoznawca[100]
  - Aleksandr Lipnicki – rosyjski dziennikarz i muzyk rockowy[101]
  - Richard Marsina – słowacki historyk[102]
  - Larry McMurtry – amerykański powieściopisarz, eseista, księgarz, scenarzysta filmowy[103]
  - Roman Micał – polski hokeista na trawie, olimpijczyk (1960)[104]
  - Bogdan Mozer – polski scenograf[105]
  - Uta Ranke-Heinemann – niemiecka teolog, pisarka, publicystka[106]
  - Tomislav Taušan – serbski piłkarz i trener[107]
  - Bertrand Tavernier – francuski reżyser, scenarzysta i krytyk filmowy[108]
  - Jan Waszkiewicz – polski matematyk i działacz opozycji demokratycznej, kawaler orderów[109]
  - Tadeusz Zyzik – polski uczestnik II wojny światowej, działacz kombatancki, kawaler orderów[110][111]
  - Liana Żwania – rosyjska aktorka[112]
- 24 marca
  - Uldis Bērziņš – łotewski poeta i tłumacz[113]
  - Enrique Chazarreta – argentyński piłkarz[114]
  - Rudolf Kelterborn – szwajcarski kompozytor[115]
  - Toshihiko Koga – japoński judoka, mistrz olimpijski (1992)[116]
  - Anna Koźmińska – polska Sprawiedliwa wśród Narodów Świata[117]
  - Pedro Saúl Morales – kolumbijski kolarz[118][119]
  - Hans Müller-Deck – niemiecki judoka i trener[120]
  - Bob Plager – kanadyjski hokeista i trener[121]
  - Edward Różycki – polski samorządowiec, działacz społeczny, nauczyciel i psycholog, dziennikarz, kawaler orderów[122]
  - Iwan Szepeta – rosyjski poeta[123]
  - Jesús Fernández Vaquero – hiszpański polityk i nauczyciel, przewodniczący parlamentu Kastylii-La Manchy (2015–2019)[124]
  - Vlasta Velisavljević – serbski aktor[125]
  - Jessica Walter – amerykańska aktorka[126]
  - Zdzisław Wroniak – polski historyk[127]
- 23 marca
  - Alan Chadżijew – osetyjski zawodnik MMA, dwukrotny mistrz FCF MMA[128]
  - Pawieł Charin – rosyjski aktor i reżyser[129]
  - Hana Hegerová – czeska aktorka i piosenkarka[130]
  - Tomasz Kosiorowski – polski fotoreporter[131][132]
  - Swietłana Menszikowa – rosyjska aktorka[133]
  - Jesús Gervasio Pérez Rodríguez – hiszpański duchowny rzymskokatolicki, arcybiskup[134]
  - Metod Pirih – słoweński duchowny katolicki, biskup koperski (1987–2012)[135]
  - Julie Pomagalski – francuska snowbordzistka, mistrzyni świata (1999)[136]
  - George Segal – amerykański aktor[137]
  - Stanisław Tomaszek – polski architekt, prof. dr hab. inż. arch.[138]
  - Kazimierz Treger – polski dziennikarz[139][140]
  - Houston Tumlin – amerykański aktor[141]
  - Irena Vrkljan – chorwacka pisarka i tłumaczka[142]
  - Mariusz Wnuk – polski puzonista jazzowy[143][144]
- 22 marca
  - Luis Arencibia – hiszpański rzeźbiarz[145]
  - Elgin Baylor – amerykański koszykarz, trener[146]
  - Johnny Dumfries – brytyjski arystokrata i kierowca wyścigowy[147]
  - Theepetti Ganesan – indyjski aktor[148]
  - Barnabas Imenger – nigeryjski piłkarz, reprezentant kraju[149]
  - Guy Kolelas – kongijski polityk, dwukrotny kandydat na urząd prezydenta, dwukrotny minister[150]
  - Jerzy Korczak-Ziołkowski – polski malarz i plastyk[151]
  - Agnieszka Korniejenko – polska historyk i teoretyk literatury i komparatystka, dr hab.[152][153]
  - Tatjana Łołowa – bułgarska aktorka[154]
  - Alojzy Łysko – polski piłkarz i trener[155]
  - Andrzej Malinowski – polski prawnik, specjalista logiki prawniczej, prof. dr hab.[156]
  - Rajko Nikołow – bułgarski dyplomata, przedstawiciel Bułgarii przy ONZ[157]
  - Ryszard Nowogórski – polski wychowawca, trener i sędzia międzynarodowy tańca sportowego, założyciel i prezes Polskiego Związku Tańca Sportowego[158]
  - Alan Slough – angielski piłkarz[159]
  - Ryszard Wasik – polski kapitan żeglugi wielkiej, poseł na Sejm PRL VI kadencji[160][161]
  - Peter Wimberger – austriacki śpiewak operowy, bas[162]
  - Frank Worthington – angielski piłkarz, reprezentant kraju[163]
- 21 marca
  - Jefim Jaroszewski – rosyjski poeta i prozaik[164]
  - Tadeusz Kalinowski – polski grafik, współzałożyciel kabaretu Anawa[165]
  - Trisutji Kamal – indonezyjska kompozytorka[166]
  - Jozef Leščinský – słowacki duchowny katolicki i teolog, prof. dr hab.[167]
  - Marek Lesiński – polski dziennikarz radiowy[168]
  - Stanisław Markut – polski żołnierz w czasie II wojny światowej, kawaler orderów[169]
  - Edson Montenegro – brazylijski aktor[170]
  - Christian Parma – polski speleolog, grotołaz i fotograf[171]
  - Nawal as-Sadawi – egipska psychiatra, pisarka feministyczna, obrończyni praw kobiet[172]
  - Jurij Smirnow – rosyjski muzyk i kompozytor[173][174]
  - Karin Strenz – niemiecki polityk, depoutowana[175]
  - Adam Zagajewski – polski poeta i eseista[176]
- 20 marca
  - Janusz Borek – polski sędzia koszykówki i działacz sportowy[177]
  - Kazimierz Duchowski – polski dyplomata, ambasador RP w Kostaryce (1991–1995) i Kambodży (2002–2005)[178]
  - Taryn Fiebig – australijska śpiewaczka operowa, sopran[179]
  - Antoni Gref – polski dyrygent, organista i kompozytor[180][181]
  - Else Hammerich – duńska polityk i pedagog, eurodeputowana I i II kadencji (1979–1989)[182]
  - Milan Hurtala – słowacki wioślarz,  trener i działacz sportowy, olimpijczyk[183]
  - Mohamed Ismaïl – marokański reżyser filmowy[184]
  - Fred Jones – australijski rugbysta, reprezentant kraju[185]
  - Władimir Kirsanow – rosyjski tancerz i choreograf[186]
  - Wojciech Krawczyk – polski wokalista, lider i członek zespołu Homomilitia[187]
  - Teresa Majchrzak – polska działaczka katolicka i kombatancka, uczestniczka opozycji demokratycznej w PRL[188]
  - Peter Lorimer – szkocki piłkarz, reprezentant kraju[189]
  - Nguyễn Huy Thiệp – wietnamski pisarz[190]
  - Jewgienij Niestierienko – rosyjski śpiewak operowy (bas)[191]
  - Dan Sartain – amerykański wokalista i gitarzysta[192]
  - Gjergji Sauli – albański prawnik, przewodniczący Trybunału Konstytucyjnego (2004–2007)[193]
- 19 marca
  - Luis Bambarén – peruwiański duchowny katolicki, biskup Chimbote (1983–2004)[194]
  - Cristián Cuturrufo – chilijski trębacz jazzowy[195]
  - Klaus Ender – niemiecki fotografik[196]
  - Umberto Gandini – włoski pisarz, dziennikarz i tłumacz[197]
  - Oleg Gubar – ukraiński poeta, pisarz i dziennikarz[198]
  - Leonard Kniffel – amerykański pisarz, publicysta i działacz społeczny pochodzenia polskiego[199]
  - Mikołaj Müller – polski aktor i śpiewak (bas)[200]
  - Éva Nagy – węgierska piosenkarka[201]
  - Carlos Rivkin – argentyński aktor[202]
  - Budge Wilson – kanadyjska pisarka[203]
- 18 marca
  - Mona Badr – egipska aktorka[204]
  - Chester Barnes – angielski tenisista stołowy[205]
  - Maciej Bielak – polski koszykarz[206]
  - Ewa Bogacka-Kisiel – polska ekonomistka, prof. dr hab.[207]
  - Stephen Brown – angielski dziennikarz[208][209]
  - Paul Jackson – amerykański basista i kompozytor jazzowy[210]
  - Andrzej Kowalczyk – polski aktor[211][212]
  - Valeriu Negruța – mołdawski dyrygent i skrzypek[213]
  - Henryk Orzyszek – polski organista i pedagog, działacz ewangelicki[214]
  - Elsa Peretti – włoska projektantka biżuterii i modelka[215][216]
  - Jerzy Prokopiuk – polski gnostyk, antropozof, pisarz-eseista, tłumacz literatury naukowej i pięknej[217]
  - Luis Bedoya Reyes – peruwiański polityk, minister sprawiedliwości (1963)[218]
  - Jean-Michel Sanejouand – francuski artysta[219]
  - Stefan Stajczew – bułgarski aktor i reżyser[220]
  - Witalij Stremowski – rosyjski aktor i reżyser[221]
  - Liman Varoshi – albański historyk, rektor Uniwersytetu w Elbasanie[222]
- 17 marca
  - Mayada Basilis – syryjska piosenkarka[223]
  - Jacques Frantz – francuski aktor[224]
  - Volker Frerich – niemiecki wokalista deathmetalowy[225]
  - Antón García Abril – hiszpański kompozytor i muzyk[226]
  - Rym Ghezali – algierska aktorka[227]
  - Kristian Gullichsen – fiński architekt[228]
  - Stephen Jagielka – angielski piłkarz[229]
  - Adam Jagła – polski kolarz szosowy[230]
  - Wiktor Konaszenkow – rosyjski aktor[231]
  - Bernard Kasprzak – polski polityk i ekonomista, poseł na Sejm kontraktowy (1989–1991)[232]
  - Mieczysław Kozłowski – polski duchowny rzymskokatolicki, przewodniczący Redakcji Mszy Świętej Radiowej[233]
  - Zbigniew Ludwichowski – polski lekkoatleta i trener lekkoatletyczny[234]
  - John Magufuli – tanzański polityk, minister robót, transportu i komunikacji (2000–2006 i 2010–2015), prezydent Tanzanii (2015–2021)[235]
  - Slobodan Milivojević – serbski artysta konceptualny[236]
  - Freddie Redd – amerykański pianista jazzowy[237]
  - Peter Slivka – słowacki piosenkarz[238]
  - Corey Steger – amerykański gitarzysta, członek zespołu Underoath[239]
  - Edmund Szopka – polski działacz socjalistyczny i historyk[240][241]
  - Namik Tarabić – chorwacki poeta, autor tekstów piosenek[242]
  - Anna Wójtowicz – polska skrzypaczka, członkini zespołu Anawa[243]
- 16 marca
  - Moudud Ahmed – bengalski polityk, premier Bangladeszu (1988–1989)[244]
  - Jolanta Brach-Czaina – polska filozof i działaczka feministyczna, prof. dr hab.[245]
  - Włodzimierz Choromański – polski ekspert z zakresu dynamiki pojazdów szynowych, prof. dr hab. inż.[246][247]
  - Armando De Stefano – włoski malarz[248]
  - Jerzy Dudek – polski skoczek spadochronowy[249]
  - Timur Fajzutdinow – rosyjski hokeista[250]
  - Aarón Gamal – meksykański piłkarz, reprezentant kraju[251]
  - Lonny Glaser – austriacka działaczka katolicka na rzecz pomocy Europie Wschodniej, w szczególności Polsce w okresie komunizmu oraz dialogu europejskiego, założycielka Instytutu „Janineum”[252][253]
  - Roman Koch – polski chemik, prof. zw. dr hab. inż.[254][255]
  - Krystyna Konarska – polska piosenkarka[256]
  - Dejan Kovačević – serbski polityk, minister infrastruktury (1997–1998)[257]
  - Štefan Mandžár – słowacki aktor i reżyser[258]
  - Erhan Önal – turecki piłkarz[259]
  - David Dias Pimentel – portugalski duchowny katolicki, biskup São João da Boa Vista (2001–2016)[260]
  - Borys Rassychin – ukraiński piłkarz, trener[261]
  - Sabine Schmitz – niemiecka automobilistka, kierowca wyścigowy, osobowość telewizyjna[262]
  - Turi Simeti – włoski malarz[263]
  - Eufemia Stec – polska działaczka turystyczna, przewodniczka miejska, terenowa, laureatka nagród[264][265]
  - Zygmunt Szych – polski reportażysta[266]
  - Laurent Zahui – iworyjski piłkarz, reprezentant kraju[267]
- 15 marca
  - Dragoljub Đuričić – czarnogórski perkusista[268]
  - Daniel Eon – francuski piłkarz, reprezentant kraju[269]
  - Gilmar Fubá – brazylijski piłkarz[270]
  - Jerzy Gonczorowski – polski trębacz i pedagog[271]
  - Adel Hashem – egipski aktor i reżyser[272]
  - Juliusz Karski – polski siatkarz, geolog i działacz ziemiański[273][274][275]
  - Kazimierz Kostka – polski rzeźbiarz[276]
  - Yaphet Kotto – amerykański aktor[277]
  - Gerard Kusz – polski duchowny rzymskokatolicki, biskup pomocniczy gliwicki[278]
  - Jarosław Moszczyński – polski specjalista w dziedzinie kryminalistyki, dr hab.[279][280][281]
  - Alois Parg – niemiecki jezuita, misjonarz i publicysta[282]
  - Doug Parkinson – australijski wokalista[283]
  - Henri Rancoule – francuski rugbysta, reprezentant kraju[284]
  - Edward Żurawicz – polski genetyk i hodowca roślin sadowniczych, prof. dr hab.[285]
- 14 marca
  - Eulalio Cervantes – meksykański saksofonista[286]
  - Aurora Cornu – francuska reżyserka, aktorka i scenarzystka, pochodzenia rumuńskiego[287]
  - Henry Darrow – amerykański aktor[288]
  - Taylor Dee – amerykańska piosenkarka country[289]
  - Helena Fuchsová – czeska lekkoatletka, sprinterka i biegaczka średniodystansowa[290]
  - Māris Grīnblats – łotewski nauczyciel, polityk, minister oświaty i nauki (1995–1997)[291]
  - Kazimierz Janusz – polski kajakarz[292]
  - Hanna Kalamarz-Kubiak – polski zootechnik, dr hab. inż.[293]
  - Grzegorz Lachowicz – polski działacz piłkarski i futsalowy, prezes i założyciel ekstraklasowego Dreman Opole Komprachcice[294][295]
  - Henryk Orzyszek – polski organista i pedagog[296]
  - Laxman Pai – indyjski malarz[297]
  - Paul Ri Moun-hi – koreański duchowny katolicki, arcybiskup Daegu (1986–2007)[298]
  - Thione Seck – senegalski piosenkarz i muzyk[299]
  - Jean-Jacques Viton – francuski poeta i tłumacz[300]
  - Reggie Warren – amerykański wokalista, członek zespołu Troop[301]
- 13 marca
  - Andrzej Marek Borkowski – polski specjalista w zakresie geodezji i kartografii, prof. dr hab. inż.[302]
  - Josip Božičević – chorwacki polityk i inżynier, minister transportu i komunikacji (1990–1992), członek Chorwackiej Akademii Nauki i Sztuki[303]
  - Raoul Casadei – włoski piosenkarz i muzyk[304]
  - Kenneth Cooper – amerykański klawesynista, pianista, dyrygent, muzykolog i pedagog[305]
  - Amelia Dunin – polska działaczka turystyczna, przewodniczka miejska, laureatka nagród[306][307]
  - Giovanni Gastel – włoski fotografik[308]
  - Marvin Hagler – amerykański bokser[309][310]
  - Józef Jagielski – polski specjalista w zakresie elektrofizjologii klinicznej, genetyki człowieka, kardiologii, patologii ogólnej i doświadczalnej, prof. dr hab.[311]
  - Obren Joksimović – serbski polityk, minister zdrowia (2001)[312]
  - Zdzisław Ludwiczak – polski dyplomata, chargé d’affaires PRL w Stanach Zjednoczonych (1982–1988)[313]
  - Menzi Ngubane – południowoafrykański aktor[314]
  - Teresa Podesławska – polska dziennikarka[315][316]
  - Władysław Szybowski – polski zapaśnik[317]
  - Edward Tarkowski – polski malarz, wykładowca akademicki[318][319]
  - Murray Walker – brytyjski komentator i dziennikarz sportów motorowych[320]
  - Michał Wójcik – polski szybownik i modelarz[321]
- 12 marca
  - Anil Kumar Agrawal – polski chirurg, prof. dr hab.[322][323]
  - Fatima Aziz – afgańska lekarka i działaczka społeczna, deputowana do parlamentu[324]
  - Dara Čalenić – serbska aktorka[325]
  - Ronald DeFeo – amerykański sprawca masowego mordu w Amityville, który stał się kanwą dla serii książek i filmów[326]
  - Aleksandra Koncewicz – polska aktorka[327]
  - Nina Kraczkowska – rosyjska aktorka[328]
  - Bruce Mallen – kanadyjski reżyser i producent filmowy[329]
  - Miodrag Matić – serbski śpiewak operowy, solista Opery Narodowej w Belgradzie[330]
  - Zbigniew Andrzej Nowicki – polski hydrolog[331][332][333]
  - Jerzy Poklewski-Koziełło – polski architekt[334]
  - Wacław Marek Szymański – polski działacz powojennego podziemia antykomunistycznego, kawaler orderów[335]
  - Ivo Trumbić – chorwacki waterpolista, mistrz olimpijski (1968)[336]
  - Eva Vidlařová – czeska aktorka[337]
  - Goodwill Zwelithini – król Zulusów[338]
  - Aleksander Żyzny – polski dziennikarz motoryzacyjny[339]
- 11 marca
  - Mauro Aparecido dos Santos – brazylijski duchowny katolicki, arcybiskup Cascavel (2007–2021)[340]
  - Wiesław Chajdecki – polski tenisista stołowy, medalista mistrzostw Polski[341]
  - Jan Cygan – polski językoznawca, anglista[342]
  - Milutin Dedić – serbski malarz, dziennikarz i pisarz[343]
  - Stanisław Dębicki – polski gitarzysta i tancerz pochodzenia romskiego, członek zespołu Terno[344]
  - Petar Fajfrić – jugosłowiański i serbski piłkarz ręczny, mistrz olimpijski (1972)[345]
  - Florentín Giménez – paragwajski pianista i kompozytor[346]
  - Wiktor Lebiediew – rosyjski kompozytor[347][348]
  - Takis Musafiris – grecki kompozytor i muzyk[349]
  - Luis Palau – amerykański duchowny protestancki, ewangelista, misjonarz[350]
  - Peter Patzak – austriacki scenarzysta i reżyser filmowy[351]
  - Henryk Połeć – polski lekkoatleta i trener[352]
  - Eliseo Robles – meksykański piosenkarz[353]
  - Sadik Struga – albański piłkarz[354]
  - Norman J. Warren – brytyjski reżyser filmowy[355]
- 10 marca
  - Hamed Bakayoko – iworyjski polityk, premier Wybrzeża Kości Słoniowej (2020–2021)[356]
  - Mirko Bazić – chorwacki piłkarz i trener[357]
  - Marko Blažo – słowacki artysta[358]
  - Mario Boccalatte – włoski piłkarz[359]
  - János Gonda – węgierski pianista jazzowy[360]
  - Aniela Jabłkowska-Sochańska – polska pielęgniarka, uczestniczka powstania warszawskiego, dama orderów[361][362]
  - Ali Mahdi Mohamed – somalijski polityk, prezydent Somalii (1991–1997)[363]
  - Marek Norek – polski filmowiec i fotografik[364]
  - Stefan Raszeja – polski lekarz medycyny sądowej, profesor, rektor Akademii Medycznej w Gdańsku w latach 1972–1975[365]
  - Henryk Rozmiarek – polski piłkarz ręczny, olimpijczyk (1972, 1976, 1980)[366]
  - Jozef Stražan – słowacki aktor[367]
  - Jan Vodňanský – czeski pisarz i performer, sygnatariusz Karty 77[368]
- 9 marca
  - Agustín Balbuena – argentyński piłkarz[369]
  - Freddy Birset – belgijski piosenkarz i muzyk[370]
  - Zygmunt Goławski – polski żołnierz podziemia niepodległościowego w czasie II wojny światowej, działacz opozycji w okresie PRL, kawaler orderów[371][372]
  - Maarja Haamer – estońska śpiewaczka operowa[373]
  - Rafet Husović – czarnogórski polityk, wicepremier (2012–2020)[374]
  - Andrzej Jakubowski – polski specjalista w zakresie mikroelektroniki, prof. dr hab.[375]
  - John Jarrin – ekwadorski kolarz, olimpijczyk[376][377]
  - James Levine – amerykański dyrygent i pianista[378]
  - Liudmiła Liadowa – rosyjska piosenkarka i kompozytorka; Ludowa Artystka RFSRR[379]
  - Erling Lorentzen – norweski przedsiębiorca[380]
  - Tadeusz Musiałowicz – polski specjalista w zakresie przepisów dotyczących podstawowych zasad ochrony przed promieniowaniem[381][382]
  - Cliff Simon – południowoafrykański aktor[383]
  - Tommy Troelsen – duński piłkarz[384]
  - Peter Vaculčiak – słowacki aktor[385]
  - Gabriel Wójcik – polski geograf i klimatograf, prof. dr hab.[386]
- 8 marca
  - Josip Alebić – chorwacki i jugosłowiański lekkoatleta, sprinter, olimpijczyk (1976, 1980)[387]
  - Adrian Bărar – rumuński gitarzysta, kompozytor, autor tekstów i producent muzyczny, członek zespołu Cargo[388]
  - Rhéal Cormier – amerykańsko-kanadyjski baseballista, olimpijczyk[389][390]
  - Sylvie Feit – francuska aktorka[391]
  - Leon Gast – amerykański reżyser i dokumentalista, laureat nagrody Amerykańskiej Akademii Filmowej (1997)[392][393]
  - Norton Juster – amerykański architekt, pisarz[394]
  - Rasim Öztekin – turecki aktor[395]
  - Rafael Palmero – hiszpański duchowny katolicki, biskup, metropolita diecezji Orihuela-Alicante (2006–2012)[396]
  - Trevor Peacock – angielski aktor, dramaturg, autor tekstów piosenek[397]
  - Roman Pokora – ukraiński piłkarz i trener[398]
  - Éva Tordai – węgierska śpiewaczka operowa[399]
  - Jerzy Wicherek – polski dziennikarz sportowy[400]
- 7 marca
  - Dmitrij Baszkirow – rosyjski pianista i pedagog[401]
  - Wiesław Bocheński – polski zapaśnik, olimpijczyk z Meksyku 1968[402]
  - Olivier Dassault – francuski polityk, członek Parlamentu Francji i miliarder[403]
  - Miroslav Homen – chorwacki dyrygent[404]
  - Sanja Ilić – serbski klawiszowiec, wokalista i kompozytor, członek zespołu Balkanika[405]
  - Tatjana Iwanowa – rosyjska aktorka[406]
  - Jacek Łukasiewicz – polski poeta, krytyk literacki i historyk literatury[407]
  - Janice McLaughlin – amerykańska zakonnica i misjonarka rzymskokatolicka, obrończyni praw człowieka znana z ujawnienia łamania praw człowieka w Rodezji[408][409]
  - Mirko Pavinato – włoski piłkarz[410]
  - Lars-Göran Petrov – szwedzki perkusista, wokalista metalowy, członek zespołu Entombed[411]
  - Marko Stupar – serbski malarz[412]
  - Wiera Tymoszenko – rosyjska ekspertka w dziedzinie języka aleuckiego, historii i kultury, ostatnia użytkowniczka dialektu języka aleuckiego Bering[413]
  - Bożena Walewska – polska dziennikarka i prezenterka telewizyjna[414]
- 6 marca
  - Franco Acosta – urugwajski piłkarz[415]
  - Joaquin Bernas – filipiński jezuita i prawnik, współtwórca projektu konstytucji Filipin (1987)[416]
  - Roman Bulczyński – polski działacz kombatancki, uczestnik wydarzeń poznańskich w 1956[417][418][419]
  - Ben Farrales – filipiński projektant mody[420]
  - Zbigniew Ferczyk – polski działacz konspiracji niepodległościowej w czasie II wojny światowej, działacz opozycji w okresie PRL[421]
  - Vilém Holáň – czeski polityk, minister obrony (1994–1996)[422]
  - Boris Komnenić – serbski aktor[423]
  - Andriej Krużnow – rosyjski aktor i pisarz[424]
  - Konrad Kornek – polski piłkarz[425]
  - Winfried Lampert – niemiecki ekolog i zoolog[426]
  - Miguel Miranda – peruwiański piłkarz i trener[427]
  - Shrikant Moghe – indyjski aktor[428]
  - Dušan Ninkov – serbski operator filmowy[429]
  - Lou Ottens – holenderski inżynier, znany jako wynalazca kasety magnetofonowej[430]
  - Carmel Quinn – irlandzko-amerykańska piosenkarka i artystka estradowa[431]
  - Sawsan Rabie – egipska aktorka[432]
  - Rudolf Stamolla – albański piosenkarz[433]
  - Ewa Synowiec – polska kompozytorka i pianistka, wykładowca akademicki[434]
- 5 marca
  - Jerzy Boniecki – polski pływak, olimpijczyk z Helsinek 1952[435][436]
  - Patrick Dupond – francuski tancerz, aktor[437]
  - Henri Gaudin – francuski architekt[438]
  - Enrique González Rojo – meksykański pisarz i filozof[439]
  - Margarita Maslennikowa – rosyjska biegaczka narciarska[440]
  - Muhammad Saeed al-Sahhaf – iracki polityk, minister spraw zagranicznych Iraku (1992–2001)[441]
  - Michael Stanley – amerykański piosenkarz, gitarzysta, autor piosenek i prezenter radiowy[442]
  - Czesława Stopka – polska narciarka, olimpijka (1964)[443]
  - Piotr Świąc – polski dziennikarz i prezenter telewizyjny[444][445]
  - Carlo Tognoli – włoski chemik, polityk, samorządowiec, burmistrz Mediolanu (1976–1986), eurodeputowany (1984–1987)[446]
  - Mieczysław Wierzbowski – polski działacz konspiracji niepodległościowej w czasie II wojny światowej, kawaler orderów[447]
  - Edward Wójcik – polski działacz państwowy i inżynier, wicewojewoda kielecki (1982–1990)[448]
- 4 marca
  - Atanazy – serbski duchowny prawosławny, metropolita Zahumlja i Hercegowiny (1992–1999)[449]
  - Alan Cartwright – brytyjski basista, członek zespołu Procol Harum[450]
  - Phil Chisnall – angielski piłkarz[451]
  - Barbara Gołębiewska – polska aktorka[452][453]
  - Zygmunt Hanusik – polski kolarz szosowy[454]
  - Tony Hendra – angielski satyryk i aktor[455]
  - Tadeusz Huciński – polski trener i teoretyk koszykówki, trener reprezentacji Polski seniorek, rektor AWFiS w Gdańsku (2008–2010)[456]
  - Małgorzata Jarmoc – polska wokalistka jazzowa[457]
  - Andrzej Kukuczka, dziennikarz radia Kraków[458]
  - František Lízna – czeski jezuita, więzień polityczny, sygnatariusz Karty 77[459]
  - Boris Matwiejew – rosyjski aktor[460]
  - Henryk Skotarczyk – polski muzyk ludowy i twórca instrumentów ludowych (kozioł), laureat Nagrody im. Oskara Kolberga[461]
  - Marat Tarasow – rosyjski pisarz[462]
  - Willie Whigham – szkocki piłkarz[463]
- 3 marca
  - Władysław Baka – polski polityk i ekonomista, prezes Narodowego Banku Polskiego (1985–1988, 1989–1991)[464]
  - Sérgio Eduardo Castriani – brazylijski duchowny katolicki, arcybiskup Manaus (2012–2019)[465]
  - Sadiq Daba – nigeryjski aktor[466]
  - Dagoberto Planos Despaigne – kubański piosenkarz[467]
  - Tomas Altamirano Duque – panamski polityk, wiceprezydent Panamy[468]
  - Marcin Fiałkowski – polski fizyk, dr hab.[469]
  - Adam Kościelniak – polski dziennikarz[470]
  - Helena Janina Królikowska – polska urzędniczka, uczestniczka powstania warszawskiego, dama orderów[471]
  - Jerzy Limon – polski anglista, literaturoznawca, pisarz, tłumacz i teatrolog, profesor, inicjator i dyrektor Gdańskiego Teatru Szekspirowskiego[472]
  - Katharina Matz – niemiecka aktorka[473]
  - Andrzej Mierzwa – polski wokalista, członek zespołu Processs[474]
  - Julian Niebylski – polski specjalista w zakresie geodezji, prof. dr hab.[475]
  - Nicola Pagett – brytyjska aktorka[476]
  - Wanda Sarna – polska działaczka konspiracji niepodległościowej w czasie II wojny światowej, dama orderów[477]
  - Paweł Śniady – polski specjalista z zakresu mechaniki budowli i inżynierii transportu, prof. dr hab.[478]
  - Maria José Valério – portugalska piosenkarka[479]
- 2 marca
  - Henryk Anusiewicz – polski żołnierz w czasie II wojny światowej, kawaler orderów[480]
  - Czesław Baran – polski inżynier rolnictwa, działacz ludowy, poseł[481]
  - Chris Barber – angielski muzyk jazzowy[482]
  - George Bass – amerykański archeolog[483]
  - Àlex Casademunt – hiszpański piosenkarz i aktor[484]
  - Krzysztof Gawlikowski – polski politolog i sinolog, prof. dr hab.[485]
  - Peter Grosser – niemiecki piłkarz i trener[486]
  - Lech Jańczuk – polski politolog i ekonomista, wykładowca akademicki[487]
  - Stan Newens – brytyjski polityk i nauczyciel, eurodeputowany II, III i IV kadencji (1984–1999)[488]
  - Tadeusz Nowicki – polski duchowny rzymskokatolicki, ksiądz infułat, Honorowy Obywatel Grudziądza[489]
  - Radim Pařízek – czeski muzyk heavymetalowy[490]
  - Bunny Wailer – jamajski muzyk reggae[491]
  - Agnieszka Wojciechowska-Waszkiewicz – polska matematyczka, redaktorka prasy matematycznej[492][493]
- 1 marca
  - Alan Bowness – brytyjski historyk sztuki, dyrektor Tate Gallery[494]
  - Zofia Dowjat – polska producentka teatralna, instruktorka, realizatorka spektakli operowych i dramatycznych[495]
  - Ejaz Durrani – pakistański aktor[496]
  - Emmanuel – grecki duchowny prawosławny, biskup[497]
  - Emmanuel Félémou – gwinejski duchowny katolicki, biskup Kankanu (2007–2021)[498]
  - Michael Gudinski – australijski przedsiębiorca, promotor koncertowy[499]
  - Agim Krajka – albański kompozytor[500]
  - Zlatko Kranjčar – chorwacki piłkarz i trener[501]
  - Maria Malicka-Błaszkiewicz – polska biochemiczka, prof. dr hab.[502]
  - Ludmiła Niedbalska – polska reżyserka i scenarzystka filmowa[503]
  - Ralph Peterson Jr. – amerykański perkusista jazzowy, bandleader[504]
  - Helena Pietraszkiewicz – polska psycholog, samorządowiec, polityk, wojewoda łódzki (2006–2007)[505]
  - Józef Podgórecki – polski pedagog, prof. dr hab.[506]
  - Bogusław Pruchnik – polski działacz samorządowy, prezydent Przemyśla (1981–1984)[507][508]
  - Urszula Radek – polska działaczka opozycji w okresie PRL[509][510]
  - Andrzej Rozmus – polski aktor teatralny i filmowy[511]
  - Enrique San Francisco – hiszpański aktor i komik[512]
  - Milenko Savović – jugosłowiański i serbski koszykarz[513]
  - Tōkō Shinoda – japońska malarka[514]
  - Marina Skoromnikowa – rosyjska aktorka[515]
  - Jan Skotnicki – polski historyk boksu[516]
  - Ian St. John – szkocki piłkarz, trener[517]
  - Jan Woliński – polski specjalista w zakresie agronomii, dr hab. inż.[518]
  - Anatolij Złenko – radziecki i ukraiński dyplomata, minister spraw zagranicznych Ukrainy (1990–1994)[519]

- data dzienna nieznana
  - Risto Aaltonen – fiński aktor[520]
  - Emil Buchta – polski działacz i trener piłkarski, autor publikacji sportowych[521][522][523]
  - Zygmunt Czechowski – polski aktor-lalkarz[524][525]
  - Gordon Hall – brytyjski projektant gier wideo[526][527][528]
  - Maja Hądzlik-Margańska – polski dziennikarka, teatrolog, scenograf i tłumaczka książek[529][530]
  - Roman Jakóbczyk – polski regionalista, Honorowy Obywatel Kamiennej Góry[531]
  - Rainer Kallmann – niemiecki polityk, nadburmistrz Getyngi[532]
  - Jerzy Kosiński – polski szablista, trener[533][534]
  - Henryk Książek-Polensky – polski pilot[535]
  - Bert Kuijpers – holenderski poeta[536]
  - Miguela Panadero Moyaz – hiszpańska geografka, wykładowca akademicki[537]
  - Gyula Szersén – węgierski aktor[538]
  - Marek Szymański – polski hokeista[539]
  - Ludwik Zalewski – polski funkcjonariusz ochotniczej straży pożarnej, Honorowy Obywatel Żychlina[540]